# Ernst Schliewen
Ernst Schliewen (* 20. Oktober 1867 in Gumbinnen, Ostpreußen; † 10. November 1945) war ein deutscher Richter.

## Leben
Der evangelische Sohn eines Majors und Landwehrkommandeurs beabsichtigte, nach dem Abitur 1885 am Collegium Fridericianum zuerst Philologie zu studieren. Er studierte Rechtswissenschaft an der Albert-Ludwigs-Universität Freiburg und wurde 1885 im Corps Hasso-Borussia aktiv. Der preußische Staatsangehörige wurde 1888 vereidigt und trat in den Staatsdienst ein. 1897 wurde er Amtsrichter. 1899 erfolgte die Ernennung zum Landrichter. 1907 wurde er zum Landgerichtsrat und 1908 zum Oberlandesgerichtsrat ernannt. 1917 kam er an das Reichsgericht. Er war dort im V. Strafsenat und dem VII. Zivilsenat tätig. 1932 trat er in den Ruhestand. Er war Mitarbeiter des Reichsgerichtsrätekommentars. Ob er in Leipzig oder im Speziallager Nr. 1 Mühlberg starb, ist nicht bekannt.